# Warmfontein
Warmfontein is een klein dorp in de onherbergzame regio ǁKaras in het uiterste zuiden van Namibië. Het dorp bestaat uit slechts enkele boerderijen, langs de M26.